# Perly-Certoux
Perly-Certoux – gmina (fr. commune; niem. Gemeinde) w Szwajcarii, w kantonie Genewa. 

## Demografia
W Perly-Certoux mieszka 3 127 osób. W 2020 roku 24,3% populacji gminy stanowiły osoby urodzone poza Szwajcarią.

## Transport
Przez teren gminy przebiega autostrada A1.